# 10 Dinge, die ich an dir hasse (Fernsehserie)
10 Dinge, die ich an dir hasse (Originaltitel: 10 Things I Hate About You) ist eine US-amerikanische Fernsehserie, die auf dem gleichnamigen Film aus dem Jahre 1999 basiert. Die Serie startete in den USA am 7. Juli 2009 auf dem Kabelsender ABC Family und erreichte in der Premiere rund 1,6 Millionen Zuschauer, was zu dem Zeitpunkt ein Rekord für eine halbstündige Comedyserie auf dem Sender war. Am 29. April 2010 gab der Executive Producer Carter Covington bekannt, dass die Serie nicht für eine zweite Staffel zurückkehren wird. Im Juni gab er dann noch in einem Interview mit Entertainment Weekly bekannt, wie die Handlung in der zweiten Staffel fortgesetzt werden sollte.

## Handlung
Die beiden Stratford-Schwestern Kat und Bianca könnten gar nicht unterschiedlicher sein. Kat trägt gerne Schwarz und ist Feministin, wogegen Bianca immer helle Farben trägt und beliebt sein möchte. Die eine wäre gerne eine Aktivistin und die andere gerne eine Cheerleaderin. Ihr Vater Walter zieht sie seit dem Tod ihrer Mutter alleine auf.
Sie sind gerade erst von Ohio nach Kalifornien gezogen und haben Probleme an der neuen Schule, der Padua High. Die Tatsache, dass ihr Vater Gynäkologe ist, führt immer wieder zu peinlichen Situationen, wenn die beiden Mädchen Verabredungen mit Jungen aus ihrer Schule haben. Außerdem stellt er eine außergewöhnliche Regel auf, die besagt, dass Bianca erst einen Freund haben dürfe, wenn Kat ein Partner gefunden habe. Jedoch hat Kat selbstverständlich kein Interesse daran und ist viel zu sehr mit ihrer revolutionären Ader beschäftigt, was Bianca zur Verzweiflung treibt.

## Produktion
Im August 2008 gab ABC Family ihre Absicht bekannt, eine Comedy-Pilotfolge zu produzieren, die auf dem gleichnamigen Film von 1999 basiert. Sie wurde von Carter Covington geschrieben, einem selbsternannten Fan des Originalfilms. Bereits im Oktober desselben Jahres gab ABC Family die Produktion einer Pilotfolge in Auftrag. Im November 2008 wurden unter anderem Lindsey Shaw und Meaghan Jette Martin als die beiden Stratford-Schwestern Kat und Bianca, Ethan Peck als Patrick Verona, Nicholas Braun als Cameron James und Kyle Kaplan als Michael Bernstein gecastet, Die Produktion der Pilotfolge fand im Herbst 2008 in Sunland-Tujunga, einer kleinen Gemeinde in der nordöstlichsten Ecke von Los Angeles, statt. Im Februar 2010 gab ABC Family die Produktion von neun weiteren Episoden bekannt.
Während Covington nach einer neu gestalteten Adaption suchte, gibt es mehrere Verbindungen zwischen der Pilotfolge und dem Film, was der Pilotfolge das gleiche Gefühl gibt. Gil Junger, der auch schon den Film inszeniert hatte, inszenierte auch die Pilotfolge. Richard Gibbs, der schon im Originalfilm für die Musik verantwortlich war, komponierte auch den Titelsong für die Pilotfolge. Außerdem schlüpfte Larry Miller erneut in die Rolle des übervorsorglichen Vaters, Walter Stratford.
Aufgrund von Budgetkürzungen wurden die weiteren Episoden in einer Studiohalle in Santa Clarita gedreht. Covington diente der Serie als Show Runner und als einer der Executive Producer. Er erklärte, dass er die Serie so plane, dass sie sich anfühle wie ein John-Hughes-Film und das jede Woche.

## Besetzung und Synchronisation

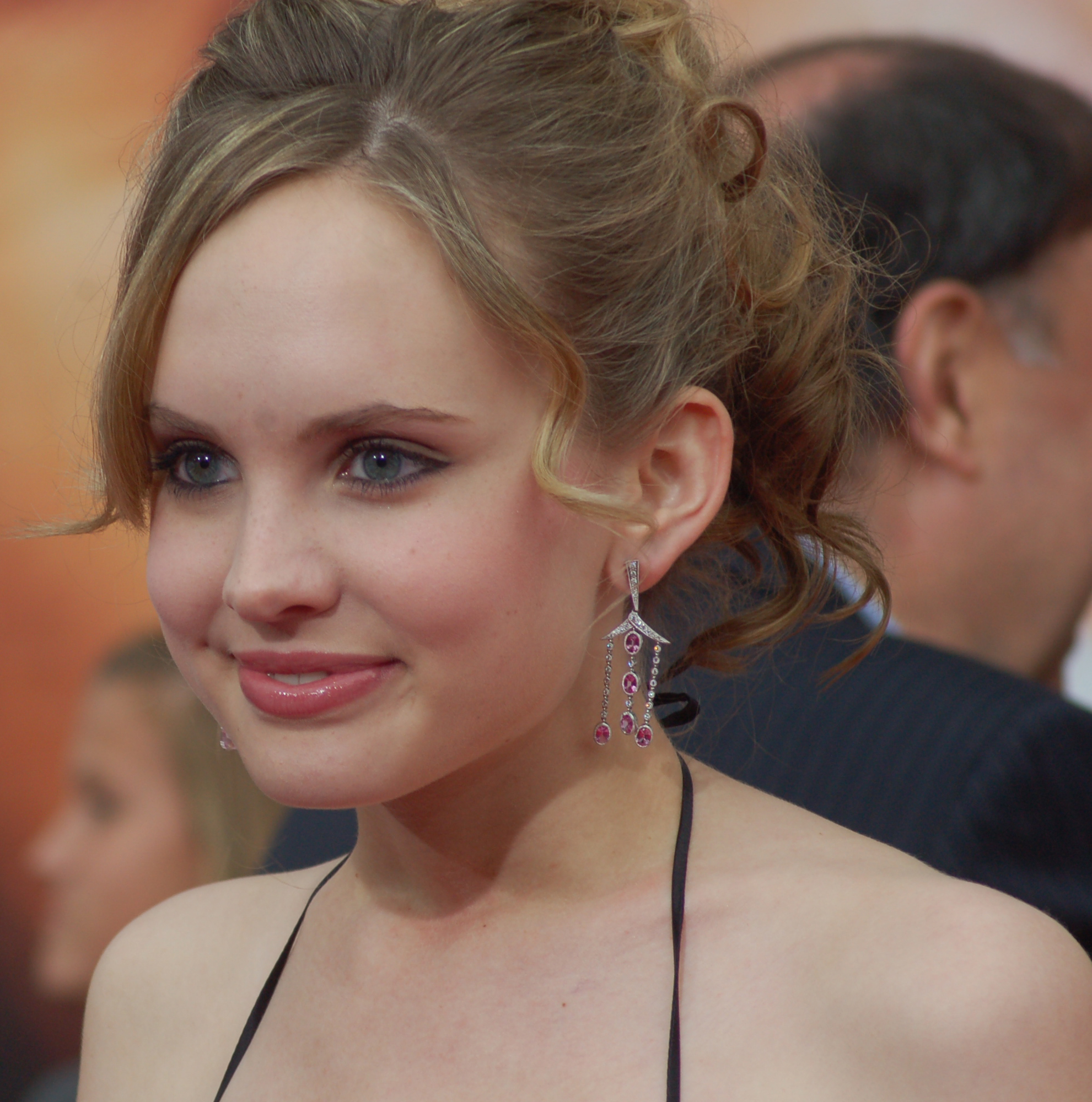
Meaghan Jette Martin spielte Bianca Stratford

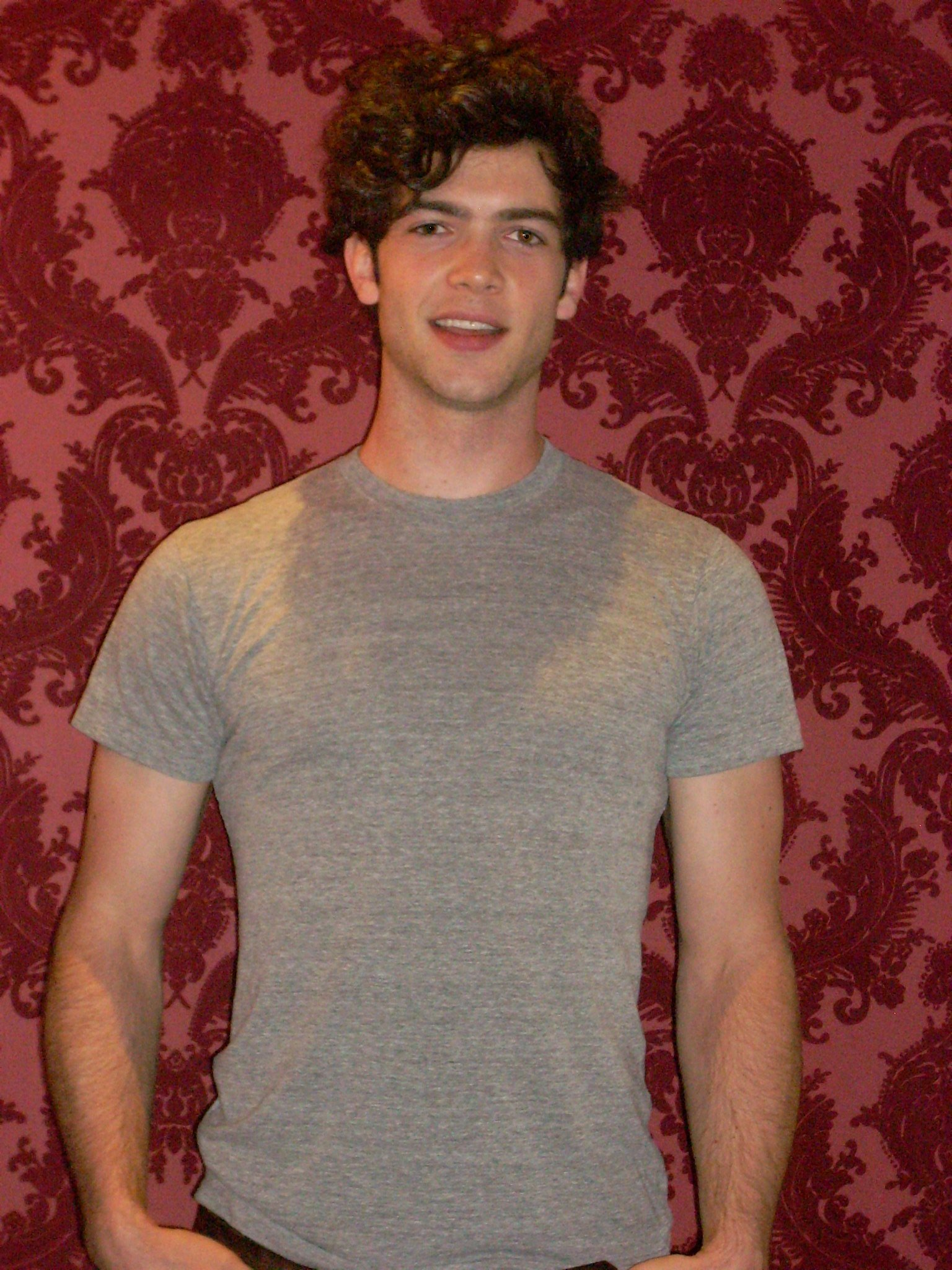
Ethan Peck spielte Patrick Verona

Die deutsche Synchronisation entstand unter der Dialogregie von Madeleine Stolze nach den Dialogbüchern von Stolze und Stefan Sidak durch die Synchronfirma FFS Film- & Fernseh-Synchron GmbH in München.

### Hauptbesetzung
| Rollenname               | Schauspieler/in      | Synchronsprecher/in  |
| ------------------------ | -------------------- | -------------------- |
| Katerina „Kat“ Stratford | Lindsey Shaw         | Annina Braunmiller   |
| Bianca Stratford         | Meaghan Jette Martin | Gabrielle Pietermann |
| Dr. Walter Stratford     | Larry Miller         | Hans-Georg Panczak   |
| Patrick Verona           | Ethan Peck           | Alex Turrek          |
| Cameron James            | Nicholas Braun       | Roman Wolko          |
| Chastity Church          | Dana Davis           |                      |

### Nebenbesetzung
| Rollenname         | Schauspieler/in | Synchronsprecher/in    |
| ------------------ | --------------- | ---------------------- |
| Joey Donner        | Chris Zylka     | Benedikt Gutjan        |
| Dawn               | Ally Maki       |                        |
| Michael Bernstein  | Kyle Kaplan     | Karim El Kammouchi     |
| Mandella           | Jolene Purdy    | Katharina Schwarzmaier |
| Michelle           | Allie Gonino    |                        |
| Direktorin Holland | Suzy Nakamura   |                        |

## Ausstrahlung
Die Serie startete am 7. Juli 2009 auf dem US-amerikanischen Kabelsender ABC Family. Die Serienpremiere verfolgten rund 1,6 Millionen Zuschauer, was zu dem Zeitpunkt ein Rekord für eine halbstündige Comedyserie auf dem Sender war. Die restlichen neun Episoden wurde dann jeweils wöchentlich vom 14. Juni bis zum 8. September 2009 gezeigt. Die im September 2009 bestellten weiteren zehn Episoden folgten dann vom 29. März bis zum 24. Mai 2010.
Für das deutsche Fernsehen hat sich die MTV Networks Europe die Rechte an der Serie gesichert und entschieden, sie auf VIVA auszustrahlen. Die Ausstrahlung der Serie ist seit dem 12. Oktober 2011 zu sehen.

### International
International startete die Serie in Australien am 2. Mai 2010 auf Fox8, in Kanada am 19. März 2010 auf YTV, und in Neuseeland am 25. April 2010 auf TV 2. Daneben war sie im Vereinigten Königreich auf Fiver und in Irland auf TG4 zu sehen.

## Episodenliste
| Nr. | Deutscher Titel                      | Originaltitel                               | Erstausstrahlung USA | Deutschsprachige Erstausstrahlung (D) | Regie          | Drehbuch                        |
| --- | ------------------------------------ | ------------------------------------------- | -------------------- | ------------------------------------- | -------------- | ------------------------------- |
| 1 | Ein Neuanfang                        | Pilot                                       | 7. Juli 2009         | 12. Okt. 2011                         | Gil Junger     | Carter Covington                |
| Für die beiden Stratford-Schwestern Kat und Bianca, die gerade erst mit ihrem Vater von Ohio nach Kalifornien gezogen sind, beginnt der Schulalltag am ersten Tag nach den Sommerferien. Während Bianca sich um die Beachtung des Kapitän der Cheerleader Chastity Church bemüht ist, rammt Kat gleich deren Auto. Cameron, ein unpopulärer Schüler, verliebt sich sofort in Bianca. Sein Freund und er veranstalten daraufhin eine Party bei Cameron zu Hause, damit er sie besser kennenlernen kann. Nachdem Chastity auf der Party Bianca und ihren derzeitigen Freund im Wandschrank erwischt, helfen Kat und ihre Freundin Mandella ihr, doch noch ins Cheerleaderteam zu kommen.                                                      |                                      |                                             |                      |                                       |                |                                 |
| 2 | Durch die Blume                      | I Want You to Want Me                       | 14. Juli 2009        | 13. Okt. 2011                         | Gil Junger     | Carter Covington                |
| Bianca organisiert eine Benefizveranstaltung, um Chastity zu imponieren und dabei Geld fürs Cheerleaderteam zu sammeln, damit sie sich neue Pompons leisten können. Sie verkauft rote und gelbe Nelken, die sich Schüler gegenseitig schenken können. Als Bianca am nächsten Tag keine Blume erhält, ohne zu wissen, dass Chastity die Rosen, die Cameron und Joey ihr geschickt haben, zerstört hat, ist sie deprimiert. Inzwischen befasst sich Kat mit einem unerwünschten Verehrer, und auch sie ist enttäuscht, da sie erfährt, dass nicht Patrick ihr die Blume geschickt hat. Als sie ihren neuen Verehrer später mit einem blauen Auge sieht, wirft sie Patrick vor, ihn verletzt zu haben, obwohl es in Wirklichkeit Mandella war. |                                      |                                             |                      |                                       |                |                                 |
| 3 | Das falsche Haus                     | Won’t Get Fooled Again                      | 21. Juli 2009        | 17. Okt. 2011                         | Gil Junger     | Barry Safchik & Michael Platt   |
| 4 | Auch ein schlechter Ruf verpflichtet | Don’t Give a Damn About My Bad Reputation   | 28. Juli 2009        | 18. Okt. 2011                         | Gil Junger     | Erin Ehrlich                    |
| 5 | Bio-Diesel                           | Don’t Give Up                               | 4. Aug. 2009         | 19. Okt. 2011                         | Phil Traill    | Lauren Iungerich                |
| 6 | Das Internet vergisst nie            | You Can’t Always Get What You Want          | 11. Aug. 2009        | 20. Okt. 2011                         | Gil Junger     | Jon Ross                        |
| 7 | Das Spiel mit dem Feuer              | Light My Fire                               | 18. Aug. 2009        | 24. Okt. 2011                         | Rodman Flender | Stefanie Leder                  |
| 8 | Herbstball mit Hindernissen          | Dance Little Sister                         | 25. Aug. 2009        | 25. Okt. 2011                         | Gil Junger     | Barry Safchik & Michael Platt   |
| 9 | Sturmfreie Bude                      | (You Gotta) Fight for Your Right (To Party) | 1. Aug. 2009         | 26. Okt. 2011                         | Henry Chan     | Erin Ehrlich                    |
| 10 | Uniformzwang                         | Don’t Leave Me This Way                     | 8. Aug. 2009         | 27. Okt. 2011                         | Gil Junger     | Carter Covington & Robin Schiff |
| 11 | Prinzipien                           | Da Repercussions                            | 29. März 2010        | 31. Okt. 2011                         | Henry Chan     | Erin Ehrlick                    |
| 12 | Vertrauensbrüche                     | Don’t Trust Me                              | 5. Apr. 2010         | 1. Nov. 2011                          | Gil Junger     | Carter Covington & Robin Schiff |
| 13 | Große Erwartungen                    | Great Expectations                          | 12. Apr. 2010        | 2. Nov. 2011                          | Phil Traill    | Stefanie Leder                  |
| 14 | Fleisch ist Mord                     | Meat is Murder                              | 19. Apr. 2010        | 3. Nov. 2011                          | Gil Junger     | Ben Epstein & Graham Moore      |
| 15 | Gewinnen ist nicht alles             | The Winner Takes It All                     | 26. Apr. 2010        | 7. Nov. 2011                          | Gil Junger     | Jordon Nardino                  |
| 16 | Zu viel Information                  | Too Much Information                        | 3. Mai 2010          | 8. Nov. 2011                          | John Putch     | Niki Schwartz-Wright            |
| 17 | Ein Date mit Blake                   | Just One Kiss                               | 10. Mai 2010         | 9. Nov. 2011                          | Melanie Mayron | Erin Ehrlick                    |
| 18 | Geständnisse                         | Changes                                     | 17. Mai 2010         | 10. Nov. 2011                         | Gil Junger     | Stefanie Leder                  |
| 19 | Die Liebenden von der Padua High     | Ain’t No Mountain High Enough               | 24. Mai 2010         | 14. Nov. 2011                         | Henry Chan     | Carter Covington                |
| 20 | Revolution                           | Revolution                                  | 24. Mai 2010         | 15. Nov. 2011                         | Gil Junger     | Robin Schiff                    |

## Rezeption

### Kritik
Die Serie hat bei Metacritic ein Metascore von 67/100 basierend auf 9 Rezensionen. Bei TV.com hat die Serie ein Rating von 8,6/10 basierend auf 601 abgegebenen Stimmen und bei IMDb.com hat die Serie ein Rating von 7,0/10 basierend auf 1432 abgegebenen Stimmen. Mehrere Kritiker lobten die Serie für ihre cleveren Dialog und ansprechende Charaktere. Ein Kritiker erklärte die Serie als „das beste, was ABC Family je produziert hat“. Alessandra Stanley von der New York Times verfasste eine weniger positive Kritik, in der sie die Serie als „nicht sehr einfallsreich“ bezeichnete.

### Preise und Nominierungen
- Young Artist Awards
  - Nominierung – Beste Nebendarstellerin in einer Fernsehserie – Meaghan Jette Martin[30]

## DVD-Veröffentlichung
In den USA erschien die erste und einzige Staffel in zwei Teilen. Der erste Teil wurde am 12. Januar 2011 veröffentlicht. Der zweite Teil folgte am 20. September 2011.